# 29825 Dunyazade
29825 Dunyazade este un asteroid din centura principală de asteroizi.

## Descriere
29825 Dunyazade este un asteroid din centura principală de asteroizi. A fost descoperit pe 20 februarie 1999 la Goodricke-Pigott de Roy A. Tucker. Asteroidul prezintă o orbită caracterizată de o semiaxă mare de 2,59 ua, o excentricitate de 0,14 și o înclinație de 1,1° în raport cu ecliptica.